# Ekaterina Starygina
Ekaterina Starygina (née le 26 août 1995) est une athlète russe, spécialiste du lancer du javelot. 

## Biographie
En 2014, elle remporte la médaille d'or du lancer du javelot lors des championnats du monde juniors d'Eugene, aux États-Unis, avec la marque de 56,85 m.

## Palmarès
| Date | Compétition                   | Lieu   | Résultat | Marque  |
| ---- | ----------------------------- | ------ | -------- | ------- |
| 2014 | Championnats du monde juniors | Eugene | 1re      | 56,85 m |

## Records
| Épreuve           | Marque  | Lieu       | Date         |
| ----------------- | ------- | ---------- | ------------ |
| Lancer du javelot | 60,07 m | Zhukovskiy | 23 juin 2018 |